# 道の駅あずの里いちはら
道の駅あずの里いちはら（みちのえき あずのさといちはら）は、千葉県市原市にある市原市道13号の道の駅である。アズ植物公園、市原市農業センターに隣接して設置されている。

## 施設
- 駐車場
  - 普通車：57台
  - 大型車：9台
  - 身障者用：2台
- トイレ（24時間利用可能）
  - 男：大 2器、小 5器
  - 女：5器
  - 身障者用：1器
- 農産物直売所（9:00 - 18:00）
- 物産販売コーナー（9:00 - 18:00）
- 軽食コーナー（10:00 - 17:00）
  - 手作りパンを販売。市原産のお米で作った「もちもちごぱん」が名物。
- 情報コーナー
- 休憩施設

## 休館日
- 毎月第2火曜日（祝日の場合、翌日）
- 1月1日 - 1月3日

## アクセス
- 小湊鉄道線 上総三又駅より徒歩約27分。
- 市原市道13号
  - 館山自動車道 市原インターチェンジより国道297号市原バイパスを勝浦方面へ南下。新生十字路を光風台方面（市道13号）へ直進。約4.5キロメートル（km）。

## 周辺
- 千葉県道13号市原茂原線
- 養老川
- 光風台ゴルフガーデン